# Illa Popof
L'illa Popof (en aleuta Siitikdax̂) és una illa de les illes Shumagin, a la península d'Alaska, a l'estat d'Alaska, Estats Units. Fa uns 16 km de llargada per 8 d'amplada i té una superfície de 93,651 km². La seva alçada màxima és de 470 msnm. Es troba a l'est d'Unga.
El 2020 hi vivien 578 persones, totes a Sand Point, a la costa nord-oest de l'illa, única localitat de l'arxipèlag.
L'illa va ser cartografiada per primera vegada el 1852 per l'hidrògraf rus Mikhail Tebenkov amb el nom de Popovskoi. Pirate Cove, al nord-est de l'illa, havia estat una important base de pesca de bacallà.